# Старые Какерли
Ста́рые Какерли́ (тат. Иске Кәкерле) — село в Дрожжановском районе Республики Татарстан, административный центр Старокакерлинского сельского поселения.

## География
Село находится на границе с Чувашской Республикой, в 16 километрах к северу от села Старое Дрожжаное.

## История
Село известно с 1665–1667 годов.
В XVIII — первой половине XIX веков жители относились к категории государственных крестьян. Занимались земледелием, разведением скота, выполняли лашманскую повинность.
В «Списке населенных мест по сведениям 1859 года», изданном в 1863 году, населённый пункт упомянут как лашманская деревня Старые Какерли 1-го стана Буинского уезда Симбирской губернии. Располагалась на правом берегу вершины реки Карлы, по правую сторону коммерческого тракта из Буинска в Алатырь, в 50 верстах от уездного города Буинска и в 24 верстах от становой квартиры во владельческой деревне Малая Цыльна. В деревне, в 108 дворах проживали 1084 человека (534 мужчины и 550 женщин), были 2 мечети.
В начале XX века в селе имелись 4 мечети, 3 медресе, 25 торгово-промышленных заведений. В этот период земельный надел сельской общины составлял 2079,3 десятины.
До 1920 года село входило в Ново-Какерлинскую волость Буинского уезда Симбирской губернии. С 1920 года в составе Буинского кантона ТАССР. С 10 августа 1930 года в Дрожжановском, с 1 февраля 1963 года в Буинском, с 30 декабря 1966 года в Дрожжановском районах.

## Население
| 1859 | 1897   | 1913   | 1920   | 1926   | 1938   | 1949   | 1958   | 1970   | 1979   | 1989   | 2002   | 2008   | 2010   |
| ---- | ------ | ------ | ------ | ------ | ------ | ------ | ------ | ------ | ------ | ------ | ------ | ------ | ------ |
| 1084 | 1552 ↗ | 2204 ↗ | 2204 → | 2551 ↗ | 2445 ↘ | 1307 ↘ | 2402 ↗ | 2707 ↗ | 2474 ↘ | 1625 ↘ | 1240 ↘ | 1216 ↘ | 1167 ↘ |

Национальный состав
Согласно результатам переписи 2002 года, в национальной структуре населения села татары составляли 100% из 1240 человек.

## Экономика
Полеводство, молочное скотоводство, свиноводство; кирпичный завод.

## Социальная инфраструктура
Средняя школа, дом культуры, библиотека.

## Религиозные объекты
3 мечети.